# 考思隆鎮區 (阿肯色州洛根縣)
考思隆鎮區（英語：Cauthron Township）是位於美國阿肯色州洛根縣的一個行政鎮區。

## 地方資料
考思隆鎮區的面積為101.07平方千米，當中陸地面積為100.15平方千米，而水域面積為0.92平方千米。根據2010年美國人口普查的數據，當地共有人口365人，而人口密度為每平方千米3.61人。